# Amstel Gold Race 1997
L'Amstel Gold Race 1997, trentaduesima edizione della corsa, valida come prova della Coppa del mondo di ciclismo su strada, si svolse il 26 aprile 1997 su un percorso di 253 km da Heerlen a Maastricht. Fu vinta dal danese Bjarne Riis, che terminò in 6h 11' 19".

## Ordine d'arrivo (Top 10)
| Pos. | Corridore        | Squadra       | Tempo    |
| ---- | ---------------- | ------------- | -------- |
| 1    | Bjarne Riis      | Deutsche Tel. | 6h11'19" |
| 2    | Andrea Tafi      | Mapei-GB      | a 46"    |
| 3    | Beat Zberg       | Mercatone Uno | s.t.     |
| 4    | Laurent Roux     | TVM-Farm Fr.  | s.t.     |
| 5    | Mauro Gianetti   | F. des Jeux   | s.t.     |
| 6    | Michele Bartoli  | MG Maglificio | a 47"    |
| 7    | Laurent Jalabert | ONCE          | a 48"    |
| 8    | Andrej Čmil      | Lotto         | a 1'08"  |
| 9    | Rolf Aldag       | Deutsche Tel. | s.t.     |
| 10   | Rolf Sørensen    | Rabobank      | s.t.     |